# Chilodes megastigma
Chilodes megastigma là một loài bướm đêm trong họ Noctuidae.